# Giải vô địch bóng đá U-19 Đông Nam Á 2015
Giải vô địch bóng đá U-19 Đông Nam Á 2015 là mùa giải thứ 12 của giải vô địch bóng đá U-19 Đông Nam Á do Liên đoàn bóng đá Đông Nam Á (AFF) tổ chức. Giải đấu lần này diễn ra tại Lào từ ngày 22 tháng 8 đến ngày 4 tháng 9 năm 2015, và đây là lần đầu tiên Lào đăng cai tổ chức giải đấu. Trước đó, giải dự tính được tổ chức ở Indonesia nhưng sau đó buộc phải thay đổi do nước này đã bị FIFA cấm thi đấu vào tháng 5 năm 2015.

## Các đội tham dự
Tất cả 12 hiệp hội thành viên của liên đoàn bóng đá Đông Nam Á đều tham gia giải đấu này và được chia thành ba bảng 4 đội, nhưng với việc Indonesia bị cấm thi đấu, giải đấu đã được chia lại thành hai bảng gồm 6 và 5 đội.
Các bảng đấu được bốc thăm tại hội nghị hội đồng AFF lần thứ 15 tại Singapore vào ngày 16 tháng 6 năm 2015.
| Nhóm A                                                                   | Nhóm B                                                   |
| ------------------------------------------------------------------------ | -------------------------------------------------------- |
| - Thái Lan - Campuchia - Brunei - Philippines - Lào - Úc (rút khỏi giải) | - Việt Nam - Myanmar - Singapore - Đông Timor - Malaysia |

## Địa điểm
| Viêng Chăn                | Viêng Chăn                                                                        |
| ------------------------- | --------------------------------------------------------------------------------- |
| Sân vận động Quốc gia Lào | Viêng Chăn Vị trí các sân vận động của Giải vô địch bóng đá U-19 Đông Nam Á 2015. |
| Sức chứa: 25.000          | Viêng Chăn Vị trí các sân vận động của Giải vô địch bóng đá U-19 Đông Nam Á 2015. |
|                           | Viêng Chăn Vị trí các sân vận động của Giải vô địch bóng đá U-19 Đông Nam Á 2015. |

## Vòng bảng

### Bảng A
| VT | Đội         | ST | T | H | B | BT | BB | HS  | Đ  | Giành quyền tham dự     |
| -- | ----------- | -- | - | - | - | -- | -- | --- | -- | ----------------------- |
| 1  | Thái Lan    | 4  | 4 | 0 | 0 | 18 | 2  | +16 | 12 | Vòng đấu loại trực tiếp |
| 2  | Lào (H)     | 4  | 2 | 1 | 1 | 9  | 3  | +6  | 7  | Vòng đấu loại trực tiếp |
| 3  | Campuchia   | 4  | 2 | 1 | 1 | 6  | 7  | −1  | 7  |                         |
| 4  | Philippines | 4  | 1 | 0 | 3 | 4  | 9  | −5  | 3  |                         |
| 5  | Brunei      | 4  | 0 | 0 | 4 | 2  | 18 | −16 | 0  |                         |
| 6  | Úc          | 0  | 0 | 0 | 0 | 0  | 0  | 0   | 0  | Rút lui                 |

| Brunei    | 1−2      | Philippines       |
| --------- | -------- | ----------------- |
| Abdul 55' | Chi tiết | Custodio 33', 42' |

| Campuchia | 0−0      | Lào |
| --------- | -------- | --- |
|           | Chi tiết |     |

| Campuchia                                           | 5–1      | Brunei           |
| --------------------------------------------------- | -------- | ---------------- |
| Rosib 9', 39' · Vandeth 40' · Vannak 50' · Roma 74' | Chi tiết | Akif 86' (ph.đ.) |

| Lào            | 1–2      | Thái Lan       |
| -------------- | -------- | -------------- |
| Phanvongsa 69' | Chi tiết | Jakkit 9', 43' |

| Thái Lan                                    | 4–1      | Philippines           |
| ------------------------------------------- | -------- | --------------------- |
| Worachit 9' · Sansern 21' · Suksan 30', 51' | Chi tiết | Winhoffer 81' (ph.đ.) |

| Lào                                                             | 5–0      | Brunei |
| --------------------------------------------------------------- | -------- | ------ |
| Xayalin 13' · Phanvongsa 22', 79' · Aphideth 50' · Keohanam 73' | Chi tiết |        |

| Philippines | 0−1      | Campuchia   |
| ----------- | -------- | ----------- |
|             | Chi tiết | Polroth 40' |

| Brunei | 0–6      | Thái Lan                                                                               |
| ------ | -------- | -------------------------------------------------------------------------------------- |
|        | Chi tiết | Sansern 21' · Rahimin 26' (l.n.) · Phattharaphon 53' · Wisarut 72', 89' · Supachai 82' |

| Thái Lan                                                             | 6−0      | Campuchia |
| -------------------------------------------------------------------- | -------- | --------- |
| Ritthidet 15' · Jakkit 72' · Worachit 81', 83' · Supachai 87', 90+1' | Chi tiết |           |

| Lào                                     | 3−1      | Philippines   |
| --------------------------------------- | -------- | ------------- |
| Pathammavong 11', 37' · Diano 8' (l.n.) | Chi tiết | Winhoffer 72' |

### Bảng B
| VT | Đội        | ST | T | H | B | BT | BB | HS  | Đ  | Giành quyền tham dự     |
| -- | ---------- | -- | - | - | - | -- | -- | --- | -- | ----------------------- |
| 1  | Việt Nam   | 4  | 3 | 1 | 0 | 10 | 0  | +10 | 10 | Vòng đấu loại trực tiếp |
| 2  | Malaysia   | 4  | 2 | 1 | 1 | 6  | 2  | +4  | 7  | Vòng đấu loại trực tiếp |
| 3  | Myanmar    | 4  | 2 | 1 | 1 | 3  | 3  | 0   | 7  |                         |
| 4  | Đông Timor | 4  | 0 | 2 | 2 | 3  | 6  | −3  | 2  |                         |
| 5  | Singapore  | 4  | 0 | 1 | 3 | 1  | 12 | −11 | 1  |                         |

| Singapore | 0–1      | Myanmar              |
| --------- | -------- | -------------------- |
|           | Chi tiết | Kaung Chit Naing 76' |

| Malaysia                | 2−1      | Đông Timor        |
| ----------------------- | -------- | ----------------- |
| Shahrul 13' · Jafri 51' | Chi tiết | Ervino Soares 20' |

| Đông Timor | 0–2      | Việt Nam                             |
| ---------- | -------- | ------------------------------------ |
|            | Chi tiết | Lâm Thuận 26' · Nguyễn Tiến Linh 88' |

| Malaysia                                  | 4–0      | Singapore |
| ----------------------------------------- | -------- | --------- |
| Jafri 15', 21' · Nazirul 64' · Danial 88' | Chi tiết |           |

| Myanmar            | 1–1      | Đông Timor          |
| ------------------ | -------- | ------------------- |
| Aung Zin Phy 90+2' | Chi tiết | Gelvanio Alberto 1' |

| Việt Nam | 0–0      | Malaysia |
| -------- | -------- | -------- |
|          | Chi tiết |          |

| Singapore | 0–6      | Việt Nam |
| --------- | -------- | --- |
|           | Chi tiết | Hà Đức Chinh 18' (ph.đ.) · Hồ Minh Dĩ 32' · Nguyễn Tiến Linh 45+1', 90+2' · Phạm Trọng Hóa 64' · Trương Tiến Anh 79' |

| Malaysia | 0–1      | Myanmar           |
| -------- | -------- | ----------------- |
|          | Chi tiết | Kyaw Ko Ko Oo 50' |

| Đông Timor       | 1–1      | Singapore    |
| ---------------- | -------- | ------------ |
| Jose Oliveira 6' | Chi tiết | Pashia 90+1' |

| Myanmar | 0–2      | Việt Nam                                |
| ------- | -------- | --------------------------------------- |
|         | Chi tiết | Trần Duy Khánh 41' · Phạm Trọng Hóa 78' |

## Vòng đấu loại trực tiếp
Trong vòng đấu loại trực tiếp, hiệp phụ và loạt sút luân lưu sẽ được sử dụng để quyết định đội thắng nếu cần thiết (riêng hiệp phụ sẽ chỉ được áp dụng ở trận chung kết).
|  | Bán kết                | Bán kết  |                        |   | Chung kết | Chung kết |
|  |                        |          |                        |   |           |           |
|  | 2 tháng 9 – Viêng Chăn |          |                        |   |           |           |
|  |                        |          |                        |   |           |           |
|  | Thái Lan               | 5        |                        |   |           |           |
|  | Thái Lan               | 5        | 4 tháng 9 – Viêng Chăn |   |           |           |
|  | Malaysia               | 0        |                        |   |           |           |
|  | Malaysia               | 0        | Thái Lan               | 6 |           |           |
|  | 2 tháng 9 – Viêng Chăn |          | Thái Lan               | 6 |           |           |
|  |                        | Việt Nam | 0                      |   |           |           |
|  | Việt Nam               | Việt Nam | 0                      | 4 |           |           |
|  | Việt Nam               |          |                        | 4 |           |           |
|  | Lào                    | 0        |                        |   |           |           |
|  | Lào                    | 0        | Tranh hạng ba          |   |           |           |
|  |                        |          |                        |   |           |           |
|  | 4 tháng 9 – Viêng Chăn |          |                        |   |           |           |
|  |                        |          |                        |   |           |           |
|  | Malaysia               | 1 (2)    |                        |   |           |           |
|  | Malaysia               | 1 (2)    |                        |   |           |           |
|  | Lào (p)                | 1 (3)    |                        |   |           |           |

### Bán kết
| Thái Lan                                                         | 5–0      | Malaysia |
| ---------------------------------------------------------------- | -------- | -------- |
| Worachit 34', 46' · Worachit 42' · Ritthidet 45+1' · Sansern 71' | Chi tiết |          |

| Việt Nam                                   | 4–0      | Lào |
| ------------------------------------------ | -------- | --- |
| Hồ Minh Dĩ 2' · Hà Đức Chinh 51', 58', 83' | Chi tiết |     |

### Tranh hạng ba
| Malaysia                                          | 1–1 (s.h.p.) | Lào                                            |
| ------------------------------------------------- | ------------ | ---------------------------------------------- |
| Subramaniam 90+4'                                 | Chi tiết     | Phommathep 84'                                 |
| Loạt sút luân lưu                                 |              |                                                |
| Thipanraj · Rizalul · Raj · Shahrul · Subramaniam | 2–3          | Phanvongsa · Pathammavong · Phaphardy · Maitee |

### Chung kết
| Thái Lan                                                               | 6–0      | Việt Nam |
| ---------------------------------------------------------------------- | -------- | -------- |
| Worachit 44', 83' · Suksan 57' · Ritthidet 69' · Anon 88' (ph.đ.), 90' | Chi tiết |          |

## Thống kê

### Vô địch
| Vô địch Giải vô địch bóng đá U-19 Đông Nam Á 2015 |
| ------------------------------------------------- |
| · Thái Lan · Lần thứ 4                            |

### Cầu thủ ghi bàn
Đã có 79 bàn thắng ghi được trong 24 trận đấu, trung bình 3.29 bàn thắng mỗi trận đấu.
6 bàn thắng
- Worachit Kanitsribampen

4 bàn thắng
- Hà Đức Chinh

3 bàn thắng
- Sinthanong Phanvongsa
- Muhammad Jafri Muhammad
- Jakkit Wachpirom
- Sansern Limwatthana
- Supachai Chaided
- Suksan Mungpao
- Ritthidet Phensawat
- Nguyễn Tiến Linh

2 bàn thắng
- Sath Rosib
- Piyaphong Pathammavong
- Mathew Custodio
- Mark Anthony Winhoffer
- Anon Amornlerdsak
- Srayut Sompim
- Wisarut Imura
- Hồ Minh Dĩ
- Phạm Trọng Hóa

1 bàn thắng
- Muhammad Abdul Mateen
- Mohammad Akif Roslan
- Chin Vannak
- Chreng Polroth
- Son Vandeth
- Touch Roma
- Sayfa Aphideth
- Somxay Keohanam
- Souksavanh Xayalin
- Phathana Phommathep
- Muhammad Danial Ashraf
- Muhammad Nazirul Afif
- Muhammad Shahrul Akmal
- Thipanraj Subramaniam
- Aung Zin Phyo
- Kaung Chit Naing
- Kyaw Ko Ko Oo
- Haiqal Pashia Anugrah
- Phattharaphon Jansuwan
- Ervino Soares
- Gelvanio Alberto
- Jose Oliveira
- Lâm Thuận
- Trần Duy Khánh
- Trương Tiến Anh

1 bàn phản lưới nhà
- Muhammad Rahimin Abdul Ghani (trong trận gặp Thái Lan)
- Mar Vincent Diano (trong trận gặp Lào)

## Phát sóng
| Quốc gia  | Mạng phát sóng | Kênh truyền hình                        | Nền tảng trực tuyến | Tham khảo |
| --------- | -------------- | --------------------------------------- | ------------------- | --------- |
| Campuchia | PNN            | PNNTV (chỉ các trận của Campuchia)      | —                   |           |
| Lào       | LNTV           | LNTV1, LNTV3                            | —                   |           |
| Myanmar   | MRTV           | MRTV (chỉ các trận của Myanmar)         | —                   |           |
| Malaysia  | Astro          | Astro Sport (chỉ các trận của Malaysia) | —                   |           |
| Thái Lan  | TrueVisions    | True Sport1, True Sport HD2, True 4U    | TrueID TV           |           |
| Việt Nam  | VTV            | VTV6 (chỉ các trận của Việt Nam)        | —                   | [ 10 ]    |